# مارک گومز
مارک گومز (فرانسوی: Marc Gomez‎؛ زادهٔ ۱۹ سپتامبر ۱۹۵۴) دوچرخه‌سوار اهل فرانسه است.